# Rancho de Guadalupe, Querétaro Arteaga
Rancho de Guadalupe är en ort i Mexiko.   Den ligger i kommunen Tolimán och delstaten Querétaro Arteaga, i den centrala delen av landet, 190 km norr om huvudstaden Mexico City. Rancho de Guadalupe ligger 1 518 meter över havet och antalet invånare är 226.
Terrängen runt Rancho de Guadalupe är huvudsakligen kuperad. Rancho de Guadalupe ligger nere i en dal. Runt Rancho de Guadalupe är det ganska glesbefolkat, med 28 invånare per kvadratkilometer. Närmaste större samhälle är San Pablo Tolimán, 9,1 km söder om Rancho de Guadalupe. Trakten runt Rancho de Guadalupe består i huvudsak av gräsmarker.